# 科爾法克斯鎮區 (明尼蘇達州坎迪約希縣)
科爾法克斯鎮區（英語：Colfax Township）是位於美國明尼蘇達州坎迪約希縣的一個行政鎮區。

## 歷史
科爾法克斯鎮區於1871年設立，得名自美國第十七任副總統斯凯勒·科尔法克斯（Schuyler Colfax）。

## 地方資料
科爾法克斯鎮區的面積為92.79平方千米，當中陸地面積為84.84平方千米，而水域面積為7.95平方千米。根據2020年美國人口普查的數據，當地共有人口612人，而人口密度為每平方千米6.6人。